# Jarace Walker
Pour les articles homonymes, voir Walker.
Jarace Isaiah Walker, né le  4 septembre 2003 à Baltimore dans le Maryland, est un joueur américain de basket-ball évoluant au poste d'ailier fort voire d'ailier. Il mesure 1,99 m.

## Biographie

### Carrière universitaire
Le 4 novembre 2021, il s'engage à l'université avec les Cougars de Houston. Jarace Walker est attendu parmi les dix premiers choix de la draft 2023.

### Carrière professionnelle

#### Saison 2023-2024
Il est sélectionné en 8e position par les Wizards de Washington, il est immédiatement transféré aux Pacers de l'Indiana.
Après une NBA Summer League 2024 encourageante où il a montré des qualités défensives et une polyvalence intéressante, Jarace Walker aborde la saison avec l’espoir d’obtenir un rôle plus conséquent au sein des Pacers de l'Indiana. Cependant, son intégration dans la rotation de l’équipe s’avère plus compliquée que prévu. Relégué à un rôle secondaire, il peine à s’imposer face à la concurrence sur les postes d’ailier fort et d’intérieur. Son temps de jeu fluctue considérablement, oscillant entre des passages anecdotiques sur le terrain et des absences prolongées lors de certaines rencontres.  
Face à ce manque d'opportunités, les Pacers l'envoient en NBA G League par 2 fois : le 29 novembre 2023 et le 2 janvier 2024, afin qu'il puisse bénéficier d’un temps de jeu plus régulier et continuer son développement. Son passage en ligue de développement est impressionnant, car il termine la saison avec 22 points de moyenne. Ce gain de responsabilités de jeu lui permet d'affiner certains aspects de son jeu, notamment son tir à mi-distance et sa capacité à attaquer le cercle, mais son impact en NBA reste limité lors de ses retours dans l'effectif principal.  
Malgré quelques progrès, plusieurs analystes s’interrogent sur son avenir en NBA. Comparé à d’autres jeunes joueurs de sa génération, dont Bilal Coulibaly (contre qui il a été échangé le soir de la draft), son développement semble stagner et son incapacité à trouver une place stable dans la rotation des Pacers soulève des doutes quant à son potentiel à long terme. Certains estiment qu’il doit impérativement améliorer son jeu offensif pour espérer s’imposer durablement dans la ligue,.

## Palmarès
NBA
Vainqueur de la conférence Est en 2025 avec les Indiana Pacers

### Universitaire
- AAC Freshman of the Year en 2023
- Second-team All-AAC en 2023
- AAC All-Freshman Team en 2023

### Lycée
- McDonald's All-American en 2022
- Nike Hoop Summit en 2022

## Statistiques

### Universitaires
| Saison    | Équipe   | Matchs | Titul. | Min./m | % Tir | % 3pts | % LF | Rbds/m. | Pass/m. | Int/m. | Ctr/m. | Pts/m. |
| --------- | -------- | ------ | ------ | ------ | ----- | ------ | ---- | ------- | ------- | ------ | ------ | ------ |
| 2022-2023 | Houston  | 36     | 36     | 27,6   | 46,5  | 34,7   | 66,3 | 6,81    | 1,81    | 0,97   | 1,28   | 11,22  |
| Carrière  | Carrière | 36     | 36     | 27,6   | 46,5  | 34,7   | 66,3 | 6,81    | 1,81    | 0,97   | 1,28   | 11,22  |

### Professionnelles

#### Saison régulière
| Saison    | Équipe   | Matchs | Titul. | Min./m | % Tir | % 3pts | % LF | Rbds/m. | Pass/m. | Int/m. | Ctr/m. | Pts/m. |
| --------- | -------- | ------ | ------ | ------ | ----- | ------ | ---- | ------- | ------- | ------ | ------ | ------ |
| 2023–2024 | Indiana  | 33     | 0      | 10,3   | 40,9  | 40,0   | 88,9 | 1,9     | 1,2     | 0,5    | 0,3    | 3,6    |
| 2024–2025 | Indiana  | 75     | 5      | 15,8   | 47,2  | 40,5   | 66,7 | 3,1     | 1,5     | 0,7    | 0,3    | 6,1    |
| Carrière  | Carrière | 108    | 5      | 14,1   | 45,7  | 40,4   | 69,2 | 2,7     | 1,4     | 0,6    | 0,3    | 5,4    |

#### NBA G League
| Saison    | Équipe   | Matchs | Titul. | Min./m | % Tir | % 3pts | % LF | Rbds/m. | Pass/m. | Int/m. | Ctr/m. | Pts/m. |
| --------- | -------- | ------ | ------ | ------ | ----- | ------ | ---- | ------- | ------- | ------ | ------ | ------ |
| 2023-2024 | Mad Ants | 16     | 16     | 34,3   | 48,5  | 38,3   | 80,0 | 5,8     | 4,2     | 1,1    | 0,9    | 22,0   |
| Carrière  | Carrière | 16     | 16     | 34,3   | 48,5  | 38,3   | 80,0 | 5,8     | 4,2     | 1,1    | 0,9    | 22,0   |

## Records sur une rencontre en NBA
Les records personnels de Jarace Walker en NBA sont les suivants, :
| Type de statistique        | Saison régulière | Saison régulière                  | Saison régulière | Playoffs | Playoffs             | Playoffs      |
| Type de statistique        | Record           | Adversaire                        | Date             | Record   | Adversaire           | Date          |
| -------------------------- | ---------------- | --------------------------------- | ---------------- | -------- | -------------------- | ------------- |
| Points                     | 17               | Magic d'Orlando                   | 6 novembre 2024  | 5        | Knicks de New York   | 12 mai 2024   |
| Paniers marqués            | 7                | Magic d'Orlando                   | 6 novembre 2024  | 2        | Knicks de New York   | 12 mai 2024   |
| Paniers tentés             | 13               | @ Kings de Sacramento             | 18 janvier 2025  | 4        | Knicks de New York   | 12 mai 2024   |
| Paniers à 3 points réussis | 4                | @ Wizards de Washington           | 27 mars 2025     | -        | -                    | -             |
| Paniers à 3 points tentés  | 8                | 2 fois                            | 2 fois           | 2        | @ Knicks de New York | 14 mai 2024   |
| Lancers francs réussis     | 5                | @ Rockets de Houston              | 20 novembre 2024 | 1        | 2 fois               | 2 fois        |
| Lancers francs tentés      | 6                | 3 fois                            | 3 fois           | 2        | Knicks de New York   | 12 mai 2024   |
| Rebonds offensifs          | 3                | 2 fois                            | 2 fois           | 1        | @ Celtics de Boston  | 23 mai 2024   |
| Rebonds défensifs          | 10               | @ Cavaliers de Cleveland          | 12 janvier 2025  | 1        | 3 fois               | 3 fois        |
| Rebonds totaux             | 12               | 3 fois                            | 3 fois           | 2        | @ Celtics de Boston  | 23 mai 2024   |
| Passes décisives           | 7                | @ Clippers de Los Angeles         | 25 mars 2024     | 2        | Knicks de New York   | 12 mai 2024   |
| Interceptions              | 5                | Pistons de Détroit                | 29 novembre 2024 | 1        | 2 fois               | 2 fois        |
| Contres                    | 3                | @ Pelicans de La Nouvelle-Orléans | 1er mars 2024    | 1        | @ Bucks de Milwaukee | 23 avril 2024 |
| Balles perdues             | 7                | Heat de Miami                     | 15 novembre 2024 | 3        | Knicks de New York   | 12 mai 2024   |
| Minutes jouées             | 35               | @ Timberwolves du Minnesota       | 17 mars 2025     | 9        | Knicks de New York   | 12 mai 2024   |

- Double-double : 0
- Triple-double : 0

Dernière mise à jour : 27 mars 2025